# 中蹄蝠
中蹄蝠（学名：Hipposideros larvatus）为菊头蝠科蹄蝠属的动物。分布于孟加拉国， 柬埔寨， 中国， 印度， 印度尼西亚， 老挝， 马来西亚， 缅甸， 泰国，越南和中国大陆，广西、海南、贵州、广东、云南等地，主要生活于岩洞。该物种的模式产地在爪哇。

## 亚种
- 中蹄蝠缅甸亚种（学名：Hipposideros larvatus grandis），Allen于1936年命名。在中国大陆，分布于云南等地。该物种的模式产地在缅甸。[3]
- 中蹄蝠海南亚种（学名：Hipposideros larvatus poutensis），J. Allen于1906年命名。在中国大陆，分布于广西、海南、广东、云南等地。该物种的模式产地在海南。[4]